# رئیس تئاتر

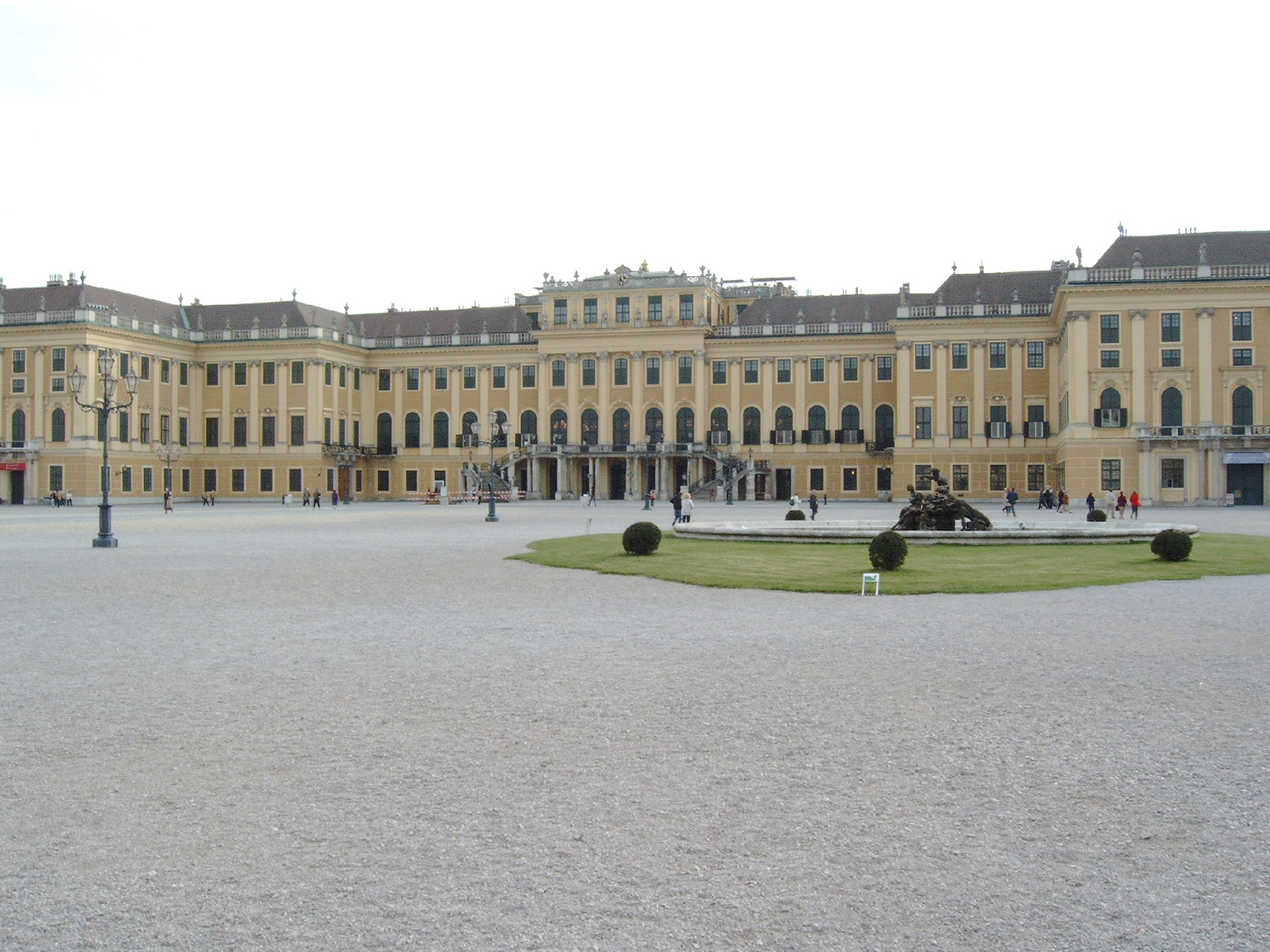
رئیس تئاتر

رئیس تئاتر یک اپرای کمدی زینگشپیل (ترکیبی از آواز و گفتار) می‌باشد که اپرانامه آن توسط گوتلیب استفانی نوشته شده‌است. در اصل، این اپرا به دستور یوزف دوم - امپراتور مقدس روم - به منظور سرگرم کردن هشتاد نفر میهمان در یک ضیافت خصوصی نهار، توسط موتزارت ساخته شد.
در تاریخ ۷ فوریه ۱۷۸۶، رئیس تئاتر - که به توصیف موتزارت یک "کمدی همراه با موسیقی" است، در یک انتهای کاخ شون برون و اپرا بوفای "اول موسیقی بعداً کلام" اثر آنتونیو سالیری، در انتهای دیگر کاخ، اجرا شده و به نوعی با یکدیگر به رقابت پرداختند. چهار روز بعد از این اجرا، اپرای موتزارت، سه بار متوالی، برای عموم به اجرا گذاشته شد و مورد استقبال قرار گرفت (۱۱ فوریه ۱۷۸۶ - سالن تئاتر Karntnertor - وین).
اپرای رئیس تئاتر، در اوج دوران خلاقیت موتزارت نوشته شد. او هم‌زمان مشغول آهنگ‌سازی برای اپرای ازدواج فیگارو بود که در همان سال به روی صحنه رفت؛ هم‌چنان‌که اجرای سه کنسرت پیانو و آثار بسیار دیگری را نیز بر عهده داشت.
پس از اجراهای موفق در وین، این قطعه به دیگر سالن‌های اپرا نیز راه یافت؛ در تاریخ ۳۰ مه ۱۸۵۷ در سالن St James Theatre (لندن-انگلستان) و در ۹ نوامبر ۱۸۷۰ در Stadt Theatre (نیویورک-آمریکا)، برای نخستین بار به روی صحنه رفت. اپرای رئیس تئاتر هم‌چنان در سراسر جهان در حال اجراست؛ در حالی‌که متن آن معمولاً برای برقراری ارتباط بهتر با مخاطب و تأثیرگذاری بیشتر، به زبان معاصر و استفاده از اصطلاحات روزمره، بازنویسی می‌شود. مدت زمان اجرای این اپرا، حدود ۳۰ دقیقه است که علاوه بر پیش نوا، ۴ بخش آوازی داشته و بقیه قسمت‌های آن به صورت گفتار می‌باشد.

## نقش‌ها
| نقش                         | نوع صدا    |
| --------------------------- | ---------- |
| فرانک؛ رئیس تئاتر           | گفتار      |
| ایلر؛ بانکدار               | گفتار      |
| باف؛ خواننده کمدی           | باس        |
| موسیو ووگلسانگ؛ خواننده     | تنور (صدا) |
| مادام هرتز؛ خواننده         | سوپرانو    |
| مادمازل سیلبرکلانگ؛ خواننده | سوپرانو    |
| هرتز؛ هنرپیشه               | گفتار      |
| مادام پفیل؛ هنرپیشه         | گفتار      |
| مادام کرونه؛ هنرپیشه        | گفتار      |
| مادام ووگلسانگ؛ هنرپیشه     | گفتار      |

## خلاصه
مکان: وین
زمان: ۱۷۸۶ میلادی
فرانک، رئیس تئاتر، با همراهی باف - خواننده کمیک - مشغول گرفتن تست بازیگری از دو هنرپیشه برای ایفای نقش در یک پروژه جدید هستند. هر دوی این بازیگران پذیرفته و استخدام می‌شوند؛ اما آن‌ها شروع به بحث و جدل می‌کنند که کدام یک لایق گرفتن نقش اول و دستمزد بالاتر هستند. این دو برای به نمایش گذاشتن هنرشان قطعاتی را به اجرا می‌گذارند (هرتز: "Da schlägt die Abschiedsstunde" و سیلبرکلانگ "Bester Jüngling"). سرانجام با مداخله ووگلسانگ ("trio; Ich bin die erste Sängerin")، قرار پرداخت دستمزدی بالا به هر دوی آن‌ها صادر می‌شود و با ستودن و قدردانی از تلاش هنرمندان برای درخشش در نقش‌شان ("quartet; Jeder Künstler strebt nach Ehre")، داستان خاتمه می‌یابد.